# Incendio de la discoteca Alcalá 20
El incendio de la discoteca Alcalá 20 sucedió la madrugada del 17 de diciembre de 1983 en la discoteca Alcalá 20, situada en el número 20 de la calle homónima de Madrid en España. Fallecieron 81 personas, tanto por quemaduras e inhalación de humo como por aplastamiento debido a las avalanchas humanas que se produjeron contra las salidas del local.

## Los hechos

### Antecedentes
La discoteca Alcalá 20 se encontraba en los bajos del Teatro Alcázar. Tenía tres plantas subterráneas que habían sido remodeladas unos meses antes para dar un nuevo aspecto a un local antes llamado Lido. Las obras habían afectado principalmente a su decoración, con más de 5000 kilos de textiles, plásticos y cartón piedra. Su aforo era de 900 personas si bien, al ser un local de moda de la movida madrileña donde actuaban frecuentemente grupos de música, era habitual que lo superara con creces.

### El incendio
El 17 de diciembre de 1983, a las 4:45 de la mañana, a escasos minutos de la hora prevista para el cierre del recinto, se declaró un incendio en la última de las plantas subterráneas de la discoteca, donde se encontraba la pista de baile. Una chispa generada por un cortocircuito encendió una de las cortinas del local, que rápidamente se propagó porque los materiales de la decoración eran muy inflamables. Se originó una intensa humareda, sin que pudiera sofocarse el fuego: sin fluido eléctrico, la única iluminación llegaba de las farolas del exterior, apenas había medios y la gente intentó huir. La primera opción de los que se encontraban en el local fue optar por la salida principal, y si bien algunos lograron salir por ella, el acceso rápidamente se colapsó dando lugar a avalanchas y atropellos. Los que optaron por las salidas de emergencia se toparon en su mayoría con puertas clausuradas. Solo una, que daba a un vestíbulo situado en la calle de Alcalá permitió también a varios jóvenes huir del fuego, aunque para ello tuvieran que sortear unas verjas.
Al llegar los bomberos a las 4:57, se encontraron con varias personas tratando de rescatar a otras que pedían ayuda bajo una de las claraboyas traslúcidas del local. Tras romperla se logró rescatar hasta quince jóvenes. Los bomberos hicieron dos instalaciones para atacar al fuego por dos lados opuestos de la sala, a la vez que por la calle Alcalá se realizaban rescates de personas caídas en la escalera principal y lateral. Los bomberos entraron con equipos autónomos de respiración por la salida de emergencia de la calle Arlabán y a su vez otra dotación entró por la Calle Alcalá encontrándose a la mayoría de las personas (la mayoría asfixiadas). Otras doce personas más fueron encontradas con vida a medida que bomberos y policía lograron entrar en la discoteca. Las labores de rescate duraron cerca de dos horas.

### El balance
A las ocho y diez de la mañana se dio por concluida la intervención. El incendio de la discoteca Alcalá 20 se saldó con 81 fallecidos. De ellos 31 murieron directamente por culpa del fuego, 13 lo hicieron por inhalación de humo y 36 aplastadas o asfixiadas al tratar de huir. La última víctima no estaba en el local ya que vivía en el edificio y perdió la vida al precipitarse al vacío desde su terraza tratando de escapar del humo.

## Consecuencias y juicio posterior
El incendio causó gran conmoción en España, tanto por el elevado número de muertes como por la juventud de las víctimas. Además, vino precedido por otros dos graves accidentes aéreos ocurridos en las cercanías de Madrid, que en las semanas anteriores dejaron cerca de 200 víctimas (accidente del Vuelo 11 de Avianca y colisión de los Vuelos 134 y 350). El alcalde de Madrid, Enrique Tierno, decretó el 19 de diciembre de 1983 como día de luto.
La investigación del suceso correspondió al Juzgado de Instrucción número 15 de Madrid. La acusación se dirigió hacia los cuatro dueños del local, el electricista que realizó la instalación y el inspector del Ministerio del Interior que no observó las muchas deficiencias de seguridad que presentaba el recinto.
El juicio no se inició hasta finales de 1993, diez años después de los hechos. La sentencia de la Audiencia de Madrid llegó finalmente en abril de 1994. A lo largo de casi 500 folios, decidió condenar a dos años de cárcel por un delito de imprudencia temeraria con resultado de muerte, lesiones y daños a los cuatro dueños del local (Emilio Urdiales, Pedro Rascón, Doroteo Martín y Carlos Mendoz), al electricista (Miguel Gabaldón) y al funcionario encargado de inspeccionar el local (Guillermo Herranz). Se fijaron unas indemnizaciones cercanas a los 2000 millones de pesetas, declarando al Estado como responsable civil subsidiario. Ningún cargo político asumió responsabilidades por el asunto ya que el exconcejal del Ayuntamiento de Madrid Emilio García Horcajo fue absuelto.
Esta sentencia fue recurrida ante el Tribunal Supremo, que la ratificó en lo esencial salvo en lo relativo a la condena del inspector Guillermo Herranz, que vio su condena sensiblemente rebajada a un mes de arresto y multa de 100.000 pesetas al considerar el alto tribunal en su caso, que los hechos que se declararon probados en el juicio solo eran constitutivos de una falta simple de imprudencia y no de un delito.

## En la cultura popular
El incendio y sus consecuencias fueron narrados en el episodio La noche no es para mí, perteneciente a la decimosexta temporada de la serie española de televisión Cuéntame cómo pasó. En dicho episodio, varios de los personajes se ven involucrados en el incidente durante una fiesta que celebran en el local.
Fernando Savater, al final de su novela El dialecto de la vida (1986), también da cuenta del incendio.